# 三宅坂
三宅坂（みやけざか）は、東京都千代田区永田町1丁目の皇居堀端を国立劇場の方へ上る坂である。江戸時代、この坂を上る左側には三宅土佐守の屋敷があった。

## 概要

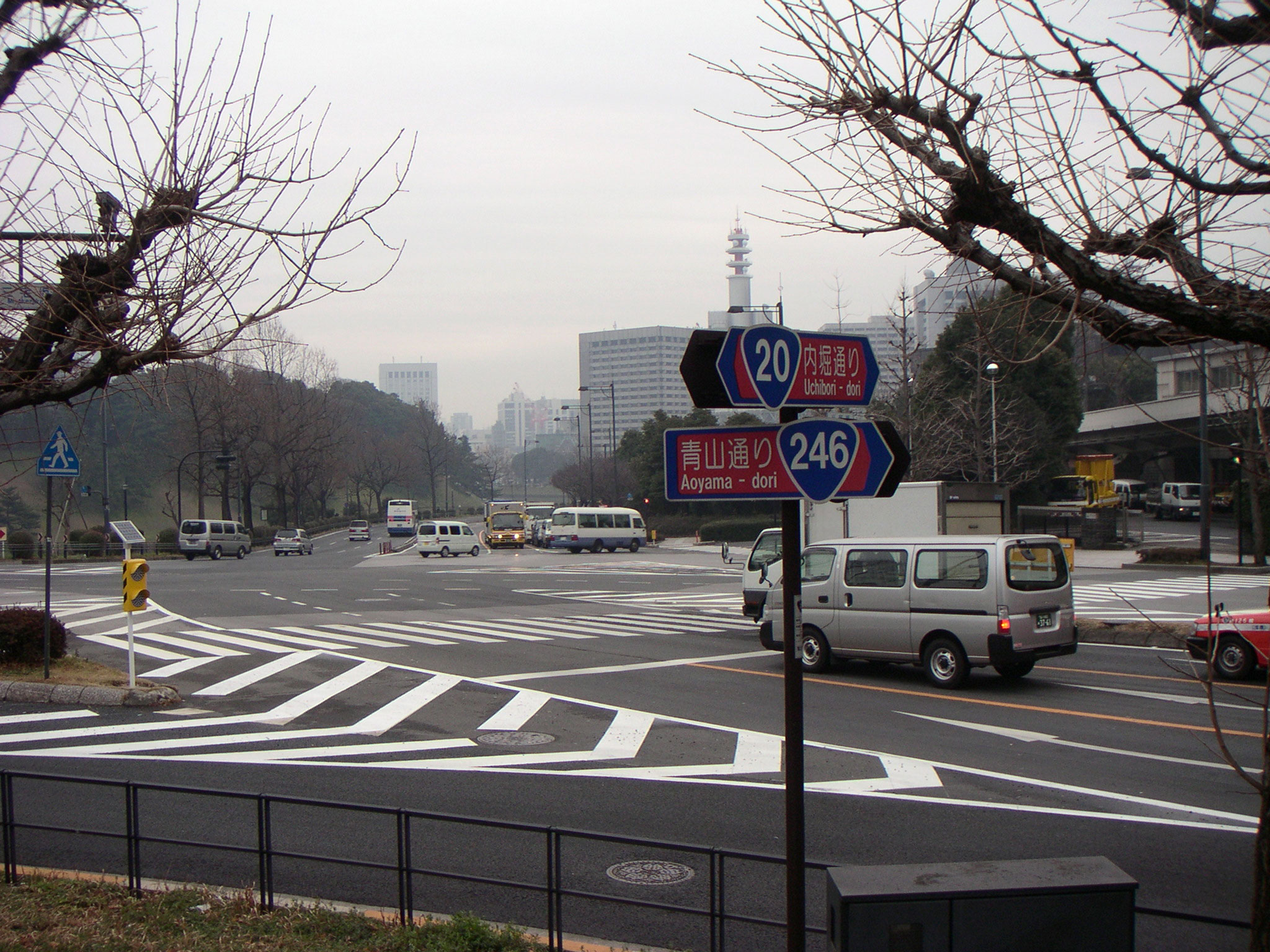
三宅坂交差点（国道246号起点）・最高裁判所側から坂下の霞が関官庁街を望む。画像向かって左手は皇居・桜田濠、右手は国会前庭の緑地。

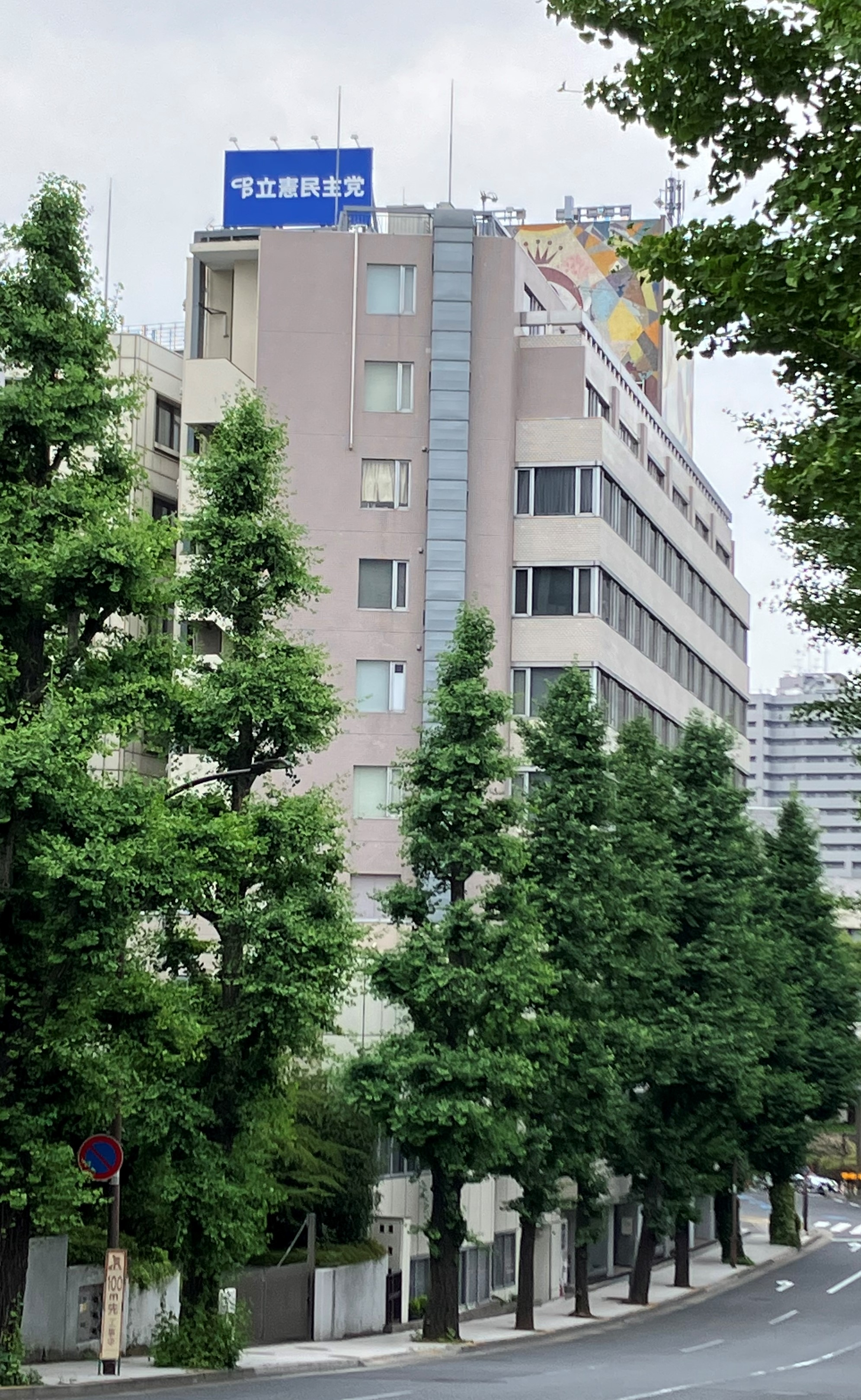
三宅坂ビル。2024年現在は立憲民主党本部が入居する。

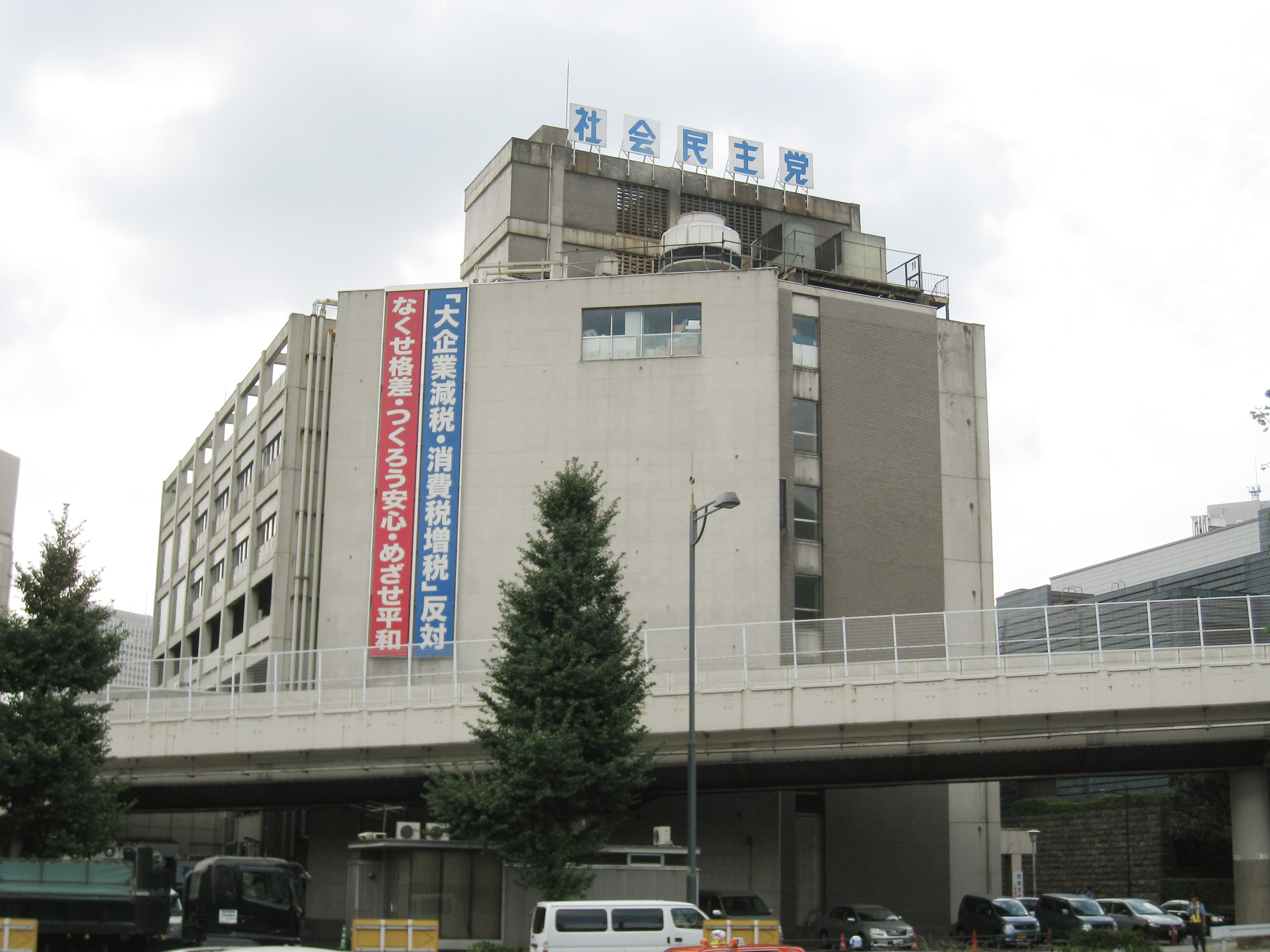
かつての社会文化会館（社会民主党本部）。2013年に解体。

三宅坂は半蔵門外から警視庁付近まで、皇居内堀に沿って続く緩やかな坂道で、江戸時代以来、堀端の景勝地として知られる。
現在の道路では、内堀通り（国道20号）の半蔵門交差点から国会前交差点あるいはその先の桜田門交差点あたりまでに相当する。半蔵門交差点の海抜はおよそ23メートルで、海抜8メートル程度の桜田門交差点に至る1.2キロメートルの区間はおおむね下りの傾斜が続く。その途中、最高裁判所（隼町）と社会民主党本部「社会文化会館」（耐震性の問題から社民党は永田町に移転し、2013年4月解体）の間にある三宅坂交差点は、国道246号（青山通り）の起点である。また、三宅坂交差点付近の地下は首都高速道路の三宅坂ジャンクションがある。
青山通りから国会正門方面及び国会正門方面から内堀通りへの車両の右折はできない。

## 由来・歴史
坂の名前は、江戸時代、この坂の途中に三河国田原藩（現在の愛知県田原市）・三宅家の上屋敷（現在の国立劇場周辺）があったことに由来する。当時はこの坂に沿って、三宅家のほかにも近江国彦根藩・井伊家上屋敷の広大な敷地（現憲政記念館・国会前庭等）もあった。
また、三宅家や井伊家の屋敷から坂道を挟んだ向かい側は江戸城の内堀（桜田濠）であるが、堀端に皀莢（さいかち）や橿（かし）の木が植えてあったため、「皀莢坂（さいかちざか）」、「橿木坂（かしのきざか）」の別名があった。
明治には三宅家・井伊家の屋敷の用地は政府の手に移り、陸軍の中枢が三宅坂に沿って置かれた。坂道から一段高い台地になっている井伊家屋敷跡は参謀本部庁舎に転用され、戦前・戦中には「三宅坂」と言えば参謀本部の代名詞だった。なお、1941年（昭和16年）12月8日から15日にかけて、陸軍省、参謀本部、教育総監部、陸軍航空本部、陸軍航空総監部が、三宅坂一帯から市ヶ谷台の陸軍士官学校跡地に移転した。
戦後、参謀本部跡地は国会用地に転用、最終的に東半分は公園化されて国会前庭と憲政記念館に、西半分は国会の観光バス駐車場などになり、一角には国有地を借地して社会文化会館（日本社会党本部）が1964年（昭和39年）に建設された。三宅坂界隈は戦前と戦後で様相を一変させ、「三宅坂」は戦前の参謀本部から新たに国会の議席の多数を占めるようになった日本社会党、そして現在の社会民主党を指す通称として使われるようにもなった。しかし2011年3月の東日本大震災発生後は、耐震性が疑問視され、2013年春に解体された。党本部は、近くのビルに移転した。跡地には「警視庁永田町庁舎」が、2016年（平成28年）6月1日に着工され、2017年（平成29年）3月31日に完成する。
一方、三宅家屋敷跡の側は米軍に接収されて連合国軍最高司令官総司令部（GHQ）の将校が住むパレス・ハイツになった。占領が解除されてパレス・ハイツの土地が返還された後、1965年（昭和40年）から国立劇場、最高裁判所が相次いで建設された。
1997年、（旧）民主党の党本部を三宅坂交差点から国道246号を進んだ貸しビル「三宅坂ビル」に移転して以降、その流れを汲む（新）民主党→民進党→（旧）国民民主党→（新）立憲民主党の党本部として使用を続けている。

## バス停
- 都営バス：「三宅坂」停留所が、国立劇場の付近にある。
  - 都03　四谷駅 - 麹町四丁目 - 半蔵門 - 三宅坂 - 警視庁 - 日比谷 - 銀座四丁目 - 勝どき駅 - 晴海埠頭
  - 宿75　新宿駅西口 - 東新宿駅 - 抜弁天 - 東京女子医大 - 四谷駅 - 麹町四丁目 - 半蔵門 - 三宅坂